# Dicrotendipes
Dicrotendipes (лат.) — род комаров-звонцов из подсемейства Chironominae.

## Описание
Комары зеленовато-жёлтой или красновато-коричневой окраски длиной 1,3-3,2 мм. Усики 11-члениковые. Глаза без волосков. Поверхность крыла в мелкой пунктировке без щетинок. Анальная лопасть крыла слабо развита. Пульвиллы на лапках такой же длины как коготки. Верх брюшка в щетинках.
Личинки бледно-красного до коричневато-красного цвета длиной 8-11 мм. Четвёртый членик усиков в 4-6 раз длиннее своей ширины. Гребень эпифаринкса на вершине с более чем 13-ю широкими и тупыми зубцами.

## Экология
Личинки развиваются в стоячих водоёмах, реже в проточных местообитаниях.

## Классификация
В мировой фауне насчитывается 102 вида.

## Распространение
Широко распространены по всему миру, отсутствуют только в Антарктиде.